# 中華民國的名稱

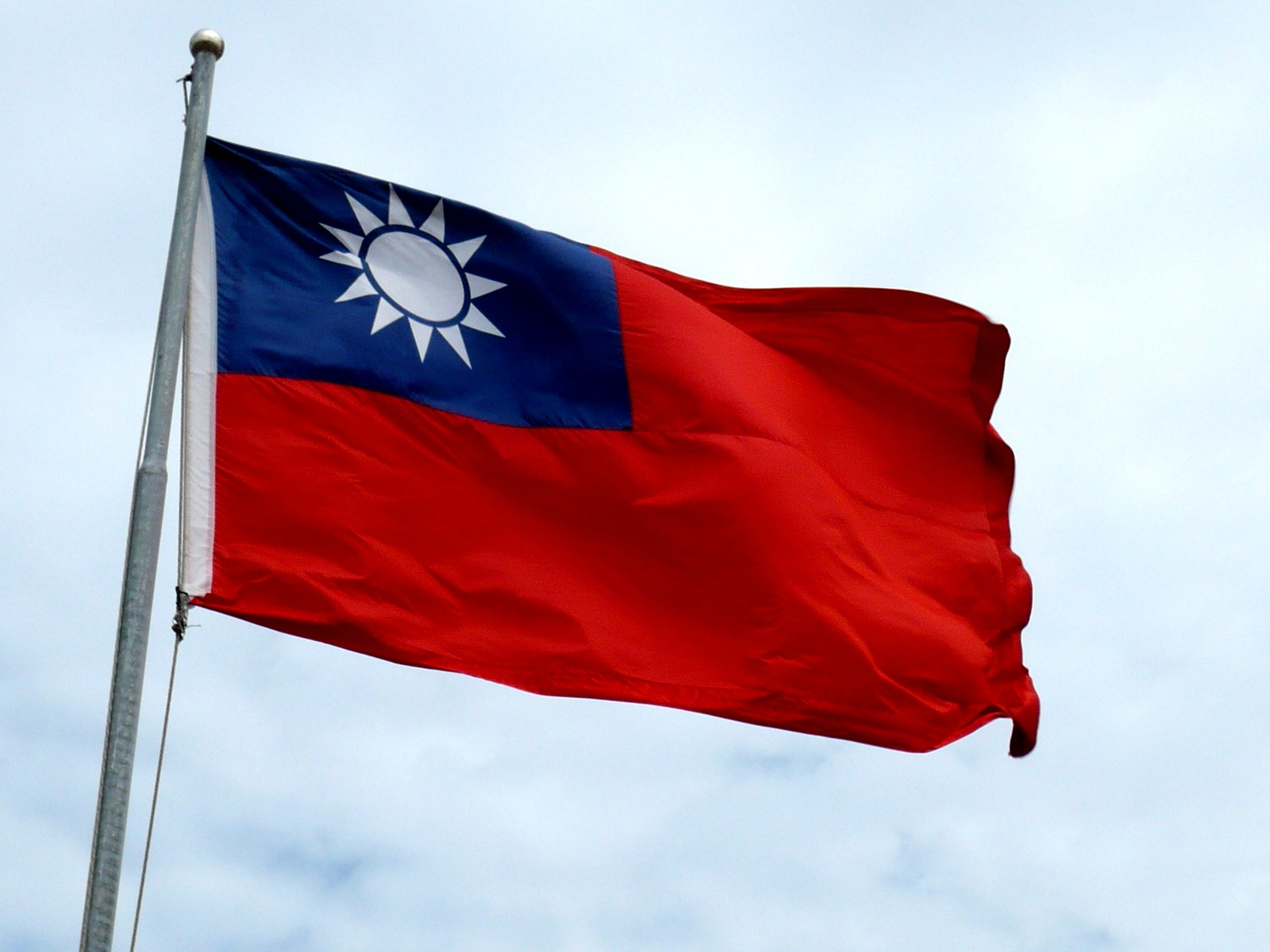
飄揚中的中華民國國旗

中華民國的稱號隨著國家情的轉變而有不同。中華民國自1912年成立以來長期使用「中國」或「華」之通稱及簡稱，直到1971年退出聯合國，為與中华人民共和国區别，對「中國」或「華」的使用逐渐減少。當今中華民國因實際管轄領土僅限於臺澎金馬，因而常以「臺灣」做為國家通稱；國家簡稱方面，政府多使用代表臺灣的「臺」，有時也使用「華」。此外，現今的中華民國受限於有限的國際承認，被迫以「中華臺北」、「臺澎金馬個別關稅領域」等權宜名稱參與國際組織或活動。

## 由来
1905年，中華民國國父孫中山在中國同盟會《中國同盟會盟書》提出「驅除韃虜，恢復中華，創立民國，平均地權」的革命綱領，將未來推翻满清后的中國命名為「中華民國」。其中，“中华”代表中华民族，“民”代表主权在于全体国民。
1911年成立民國時，革命黨公開五項聲明中明確指出，把中國實施共和制的政體命名為「中華民國」。

## 各式稱號

### 中国
自清朝起，官方對外正式文書上有時以“中国”做為国家的称号，至清末為甚。辛亥革命後，新成立的中華民國自清朝傳承中國法統，曾一度盛行「中國」或「華」之通稱及簡稱，使「中國」這一稱謂首次具有了现代法律意义。
中華民國政府於1949年遷往臺灣以來，國際社會在1950年代至1960年代稱呼為「國府中國」、「自由中國」或「民主中國」，以與被稱為「紅色中國」、「共產中國」的中華人民共和國區別。雖然中華民國政府繼續擁有在聯合國的中國席位，但因1971年通過《聯合國大會2758號決議》而被中華人民共和國政府取代；自此「中國」逐漸成為國際社會對中華人民共和國的簡稱，臺灣则被聯合國及大部分國家在官方上視為中华人民共和国的一个省份。

### 支那共和国
自晚清开始，支持軍國主義的大日本帝國逐渐拒绝使用中国一词来称呼中国，转而使用支那（在日本社會具有貶意），自民国建立以后，则开始使用“支那共和国”的名称，直至日本戰敗跨台，二战结束为止。

### 台湾

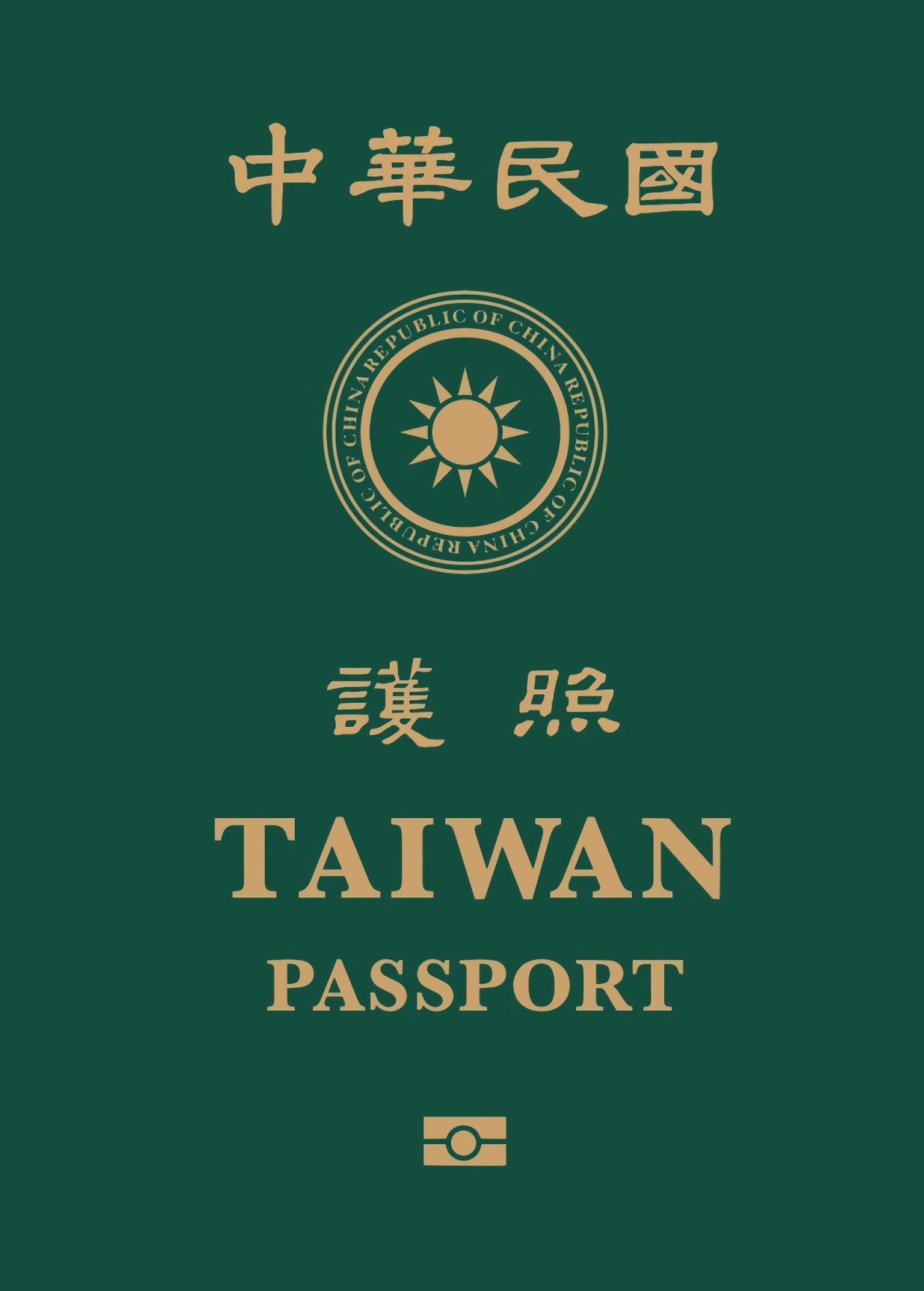
Taiwan字樣加大的新版中華民國護照（2020年9月2日公布，自2021年1月11日開放申請）

1990年代中華民族主義解構、臺灣主體意識增強，台灣本土化運動、台灣正名運動與臺灣獨立運動主流化，更多臺灣人認為戰後接管的中华民国政府是外来政权，對中华民国的合理性持有異議，而開始以實際控制領土「臺灣」做為中华民国的通稱。

2005年8月2日，時任中華民國總統陳水扁提出「中華民國四階段論」，形容中華民國國家政權的變遷：中華民國在大陸，中華民國到臺灣，中華民國在臺灣，中華民國是臺灣。2016年蔡英文政府上台後，將「中華民國」與「臺灣」兩詞整合為具有權衡用法的「中華民國臺灣」，以表今日的中華民國已與臺灣合而為一。

### 中华民国（台湾）
中華民國（台灣）是自2005年7月30日至2008年5月19日，在陳水扁擔任中華民國總統期間，在總統府、外交部、行政院新聞局等政府部門的官方網站上使用的非法定稱謂。2008年5月20日馬英九就任中華民國總統後，陸續去除這些網站上的括號「台灣」加註，但仍保留英文國名後面的字樣。

### 中华民国台湾
中華民國台灣，是中華民國總統蔡英文在2019年提出的概念，被認為是兩國論的延伸。這個概念，將台灣認同和中華民國認同，兩者視為同一認同。台灣就是中華民國、中華民國就是台灣，延伸出：“中華民國是主權獨立國家”和“台灣是主權獨立國家”，兩者可以相互轉換和運用於內政與外交場合，所發佈的官方正式談話、新聞以及文件上。

### 中华台北

中華奧林匹克委員會會旗，又稱「梅花旗」

在1979年之前，中華民國奥林匹克运动会代表团曾先后以「中國」、「福尔摩沙－中国」、或「中华民国」參加國際比賽。1981年通过一系列的申述与规则调整，1984年以後，中华民国的夏季奧林匹克運動會代表團开始以「中華臺北」作为其代表名称。
中华台北也是中華民國參加不限定以主權國家身分為會員的國際組織時所採用的官方名稱，例如亞洲太平洋經濟合作會議（APEC）、經濟合作暨發展組織（OECD）、世界衛生大會（WHA）、國際民用航空組織（ICAO）等。
中華民國於世界貿易組織（WTO）之正式名稱為“臺灣、澎湖、金門及馬祖個別關稅領域”，在WTO中简称「中华台北」。

### 中国台湾
中華人民共和國将中华民国实际统治的臺灣地區視為其領土的一部分，將國府遷臺後的中華民國稱為「中國台灣」或「臺灣地區」。在臺灣，除了統派人士以外，“中国台湾”這個稱呼被認為矮化中華民國主權、帶有貶義而不被使用，支持中華民國第二共和（华独）、和主張台灣獨立運動（台獨）的支持者更是極力反對和抵制。
聯合國官方自1971年起不再承認現今在臺灣的中華民國政府，并以「中國臺灣省」或「中國臺灣」來稱呼中华民国实际统治的台湾地区。